# Corinna Hirschberg
Corinna Hirschberg (* 1970 in Esslingen am Neckar) ist eine evangelische Theologin und seit 2015 Bundesstudierendenpfarrerin im Verband der Evangelischen Studierendengemeinden mit Sitz in Hannover.

## Leben
Nach dem Abitur studierte Hirschberg Evangelische Theologie und Soziologie in Münster, Heidelberg und Montpellier. Nach dem Ersten Kirchlichen Examen war sie zunächst Frauenreferentin in einem pharmazeutischen Unternehmen und Vikarin im Diakonischen Werk der Evangelischen Kirche in Deutschland (EKD) in Stuttgart. An ihr zweites kirchliches Examen schloss sich ein Sondervikariat bei der Diakonie Deutschland an. In dieser Zeit verfasste sie die Broschüre „Wie Kinder trauern“. Von 2003 arbeitete sie im Entsendungsdienst im Landeskirchenamt der Evangelischen Kirche von Westfalen, wo sie  Projekte des Reformprozesses wie „Nacht der offenen Kirchen“ und die Errichtung von Wiedereintrittsstellen betreute. Ab 2005 war sie Pfarrerin bei der Evangelischen Studierendengemeinde an der Universität Bielefeld, bis sie 2015 Bundesstudierendenpfarrerin wurde. Seit 2020 ist sie außerdem Vorsitzende der Konferenz kirchlicher Werke und Verbände.

## Veröffentlichungen
- Broschüre: „Wie Kinder trauern“ (PDF; 0,7 MB) (2003)
- Seismograph kirchlicher und gesellschaftlicher Entwicklung. Zwölf thesenartige ekklesiologische Perspektiven zur Evangelischen Studierendengemeinde (ESG), Pfarrerblatt 09/2019.
- Corinna Hirschberg, Matthias Freudenberg, Uwe-Karsten Plisch (Hrsg.): Handbuch Studierendenseelsorge. Gemeinden – Präsenz an der Hochschule – Perspektiven. Vandenhoeck, Göttingen 2021, ISBN 978-3-525-63409-7.